# Chilpancingo de los Bravo (municipalité)
Cet article concerne la municipalité. Pour la ville, voir Chilpancingo.
Chilpancingo de los Bravo est une des municipalités du Guerrero, dans le sud-ouest du Mexique.
Le siège municipal se trouve à Chilpancingo.